# Раффи (музыкант)
Раффи (англ. Raffi, наст. имя Раффи Кавукян, арм. Րաֆֆի Գավուքյան, англ. Raffi Cavoukian, 8 июля 1948, Каир, Египет) — канадский музыкант, продюсер, автор и исполнитель текстов, экологический активист. Его называют самым популярным детским певцом в англоязычном мире и королём детской музыки. Является пионером в области качественных записей для детей.  
Выпустил более 20 альбомов с более чем 12 млн. продаж в Северной Америке. Был трижды номинирован на премию «Грэмми».  
Его наиболее известные песни — «Baby Beluga», «Bananaphone», «All I Really Need» и «Down By The Bay».  

## Биография
Раффи Кавукян родился 8 июля 1948 года в Каире, Египет, в армянской семье. В 1958 году его семья иммигрировала в Канаду.
Он начал свою карьеру как фолк-певца в кофейнях в 1970 году, но четыре года спустя нашёл свою нишу, играя для маленьких детей.
В 1976 году он записал альбом Singable Songs for the Very Young. В Канаде он был продан тиражом более 300 000 копий. Раффи дал сотни концертов и выпустил длинную череду альбомов, получивших золотые и платиновые сертификаты, включая More Singable Songs, Baby Beluga, Rise and Shine, One Light, One Sun и Everything Grows.
В 1989 году он оставил детскую музыку, чтобы записать альбом Evergreen, Everblue, посвящённый экологическим проблемам. Однако успеха он ему не принёс, хоть и использовался в экологическом образовании.
В 1990 году Раффи переехал в Ванкувер и полностью посвятил себя экологическому активизму. Среди его побед на этом фронте была кампания по ликвидации картонной упаковки «long-box» для компакт-дисков.
Он вернулся к музыке в 1994 году с детским альбомом под названием Bananaphone, который принёс ему премию Juno Awards за лучший детский альбом и золотой сертификат продаж. Номинированное на Juno Raffi Radio последовало годом позже. В ознаменование 20-летия его дебютного альбома собственный лейбл Раффи Troubadour Music выпустил набор из трёх пластинок под названием The Singable Songs Collection в 1996 году. Ряд звёзд кантри-музыки, включая Билли Гилмана, Кита Урбана, Марти Стюарта, Лари Уайта и Кэти Маттеа, внесли свой вклад в трибьют-альбом 2001 года любимых песен Раффи под названием Country Goes Raffi. Он представил Let's Play, свой первый новый альбом за семь лет, в 2002 году. Universal Music Canada выпустила The Best of Raffi в рамках своей серии 20th Century Masters в 2003 году.
Раффи написал автобиографию 1999 года под названием «Жизнь детского трубадура» и он стал героем телевизионного документального фильма под названием «Раффи: для этого нужна деревня» , в который вошли кадры с концерта 2000 года в Индии. В последние годы он писал песни, вдохновленные Далай-ламой и бывшим президентом ЮАР Нельсоном Манделой, которые он исполнял перед ними. Его фонд (Raffi Foundation for Child Honouring) активно продвигает «почитание детей», интегрированную философию, связывающую личные, культурные и планетарные аспекты жизни, как объединяющий метод восстановления человеческих и природных сообществ. Программа «Книги для младенцев» Британской Колумбии, которая была запущена в 2005 году, предоставляет каждому новому родителю в провинции бесплатную детскую книгу и музыкальный компакт-диск. 
Раффи записал более 20 альбомов, 3 концертных видео, 7 сборников песен, 15 иллюстрированных книг, основанных на его музыке.

### Награды
Раффи был удостоен ордена Канады в 1983 году и ордена Британской Колумбии в 2001 году. Канадская академия звукозаписывающих искусств и наук вручила ему Премию Уолта Грилиса за особые достижения в 1990 году, а Общество композиторов, авторов и музыкальных издателей Канады (SOCAN) вручило ему Премию за особые достижения в 2000 году в знак признания его вклада в музыкальное наследие Канады. Раффи является лауреатом Премии ООН за достижения в области Земли, а также ему были присвоены почётные степени Университета Виктории и Университета Британской Колумбии.